# Epacanthaclisis kuldurguch
Epacanthaclisis kuldurguch är en insektsart som beskrevs av Krivokhatsky 1998. Epacanthaclisis kuldurguch ingår i släktet Epacanthaclisis och familjen myrlejonsländor. Inga underarter finns listade i Catalogue of Life.